# Caedi
Caedi (Kaédi) é a maior cidade e centro administrativo da região de Gorgol no sul da Mauritânia. Fica a aproximadamente 435 km da capital da Mauritânia, Nouakchott.